# Premier League Player of the Season
Hráč sezóny Premier League je každoroční ocenění fotbalového svazu udělované hráči, který v sezóně Premier League nejvíce oslnil členy „řídících orgánů anglického fotbalu, médií a fanoušků“ a je vyhlášen druhý nebo třetí květnový týden.
Premier League byla založena v roce 1992, kdy kluby hrající Football League First Division opustily English Football League a založily novou komerčně nezávislou ligu, která sjednávala vlastní vysílací a sponzorské smlouvy. Nově vytvořená liga neměla pro svou zahajovací sezónu sponzora, dokud firma Carling nesouhlasila se čtyřletou dohodou ve výši 12 milionů liber, která začala následující sezónu. Ve stejné sezóně oznámila společnost Carling individuální ocenění pro hráče, například Golden Boot. Ceny Hráč měsíce a Hráč sezóny však byly poprvé uděleny v sezóně 1994/95. Historicky první ocenění získal útočník Blackburnu Rovers Alan Shearer, který v té sezóně vyhrál se svým týmem titul v Premier League a i Golden Boot.
Thierry Henry, Cristiano Ronaldo, Nemanja Vidić a Kevin De Bruyne se stali Hráči sezóny dvakrát a jsou jedinými hráči, kteří cenu získali více než jednou, přičemž Ronaldo, jako jediný, který dokázal toto ocenění obhájit (v letech 2007 a 2008). Osm hráčů, kteří vyhráli Zlatou kopačku, získali v dané sezóně i ocenění pro Hráče sezóny. Čtyři z těchto hráčů – Kevin Phillips, Henry, Ronaldo a Luis Suárez – vyhráli ve stejné sezóně i Evropskou zlatou kopačku. 11 hráčů vítězů tohoto ocenění získalo v téže sezóně i trofej z vítězství v Premier League, přičemž Ronaldo a Vidić to dokázali dvakrát, oba s Manchesterem United. Cristiano Ronaldo je jediným hráčem, který se stal Fotbalistou roku ve stejné sezóně, co vyhrál trofej pro Hráče sezóny Premier League; stalo se tak v roce 2008 a stal se prvním hráčem Premier League, který byl zvolen nejlepším fotbalistou světa.

## Historické názvy
- 1994–2001 — Carling Player of the Year
- 2001–2004 — Barclaycard Player of the Year[17]
- 2004–2016 — Barclays Player of the Year[3][18]
- od 2016 — EA Sports Player of the Year

## Vítězové

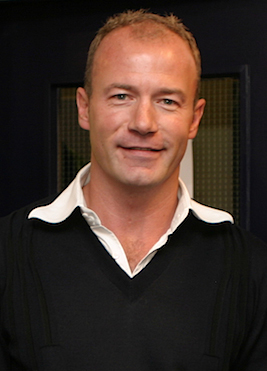
Alan Shearer získal historicky první ocenění v roce 1995.

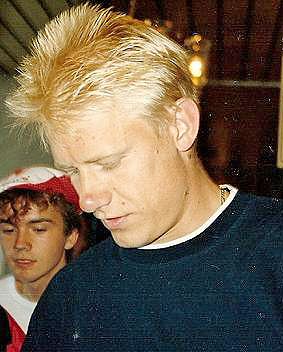
Peter Schmeichel, vítěz z roku 1996, je jediným brankářem, který tuto cenu vyhrál.

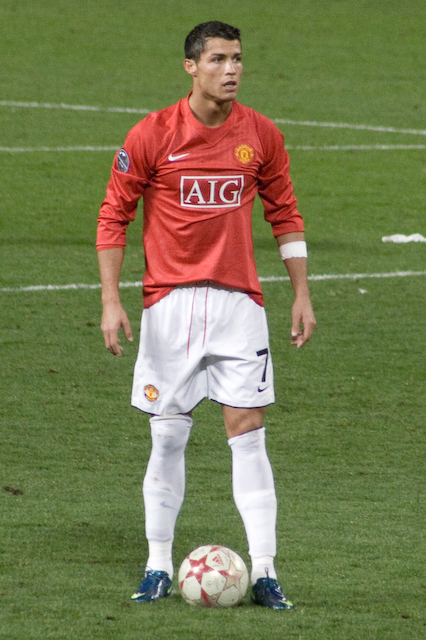
Cristiano Ronaldo, dvojnásobný vítěz, získal v roce 2008 i ocenění pro Fotbalistu roku.

| Hráč (X) | Jméno hráče a počet, kolikáté ocenění pro Hráče sezóny v daném okamžiku vyhrál (pokud je jich více, než jedna) |
|          | Označuje hráče, který vyhrál i Evropskou Zlatou kopačku v téže sezóně                                          |
|          | Označuje hráče, který vyhrál i Evropskou Zlatou kopačku a stal se Fotbalistou roku                             |
|          | Označuje, že klub se stal mistrem v Premier League ve stejné sezóně                                            |
|          | Označuje hráče, který získal také ocenění pro Premier League Young Player of the Season v téže sezóně.         |

| Sezóny  | Hráč                  |                   | Pozice   | Klub              | Ref.          |
| ------- | --------------------- | ----------------- | -------- | ----------------- | ------------- |
| 1994/95 | Alan Shearer          | Anglie            | Útočník  | Blackburn Rovers  | [ 19 ]        |
| 1995/96 | Peter Schmeichel      | Dánsko            | Brankář  | Manchester United | [ 20 ]        |
| 1996/97 | Juninho               | Brazílie          | Záložník | Middlesbrough     | [ 21 ]        |
| 1997/98 | Michael Owen          | Anglie            | Útočník  | Liverpool         | [ 22 ]        |
| 1998/99 | Dwight Yorke          | Trinidad a Tobago | Útočník  | Manchester United | [ 23 ]        |
| 1999/00 | Kevin Phillips        | Anglie            | Útočník  | Sunderland        | [ 24 ]        |
| 2000/01 | Patrick Vieira        | Francie           | Záložník | Arsenal           | [ 25 ]        |
| 2001/02 | Freddie Ljungberg     | Švédsko           | Záložník | Arsenal           | [ 26 ]        |
| 2002/03 | Ruud van Nistelrooy   | Nizozemsko        | Útočník  | Manchester United | [ 27 ] [ 28 ] |
| 2003/04 | Thierry Henry         | Francie           | Útočník  | Arsenal           | [ 29 ] [ 30 ] |
| 2004/05 | Frank Lampard         | Anglie            | Záložník | Chelsea           | [ 31 ] [ 32 ] |
| 2005/06 | Thierry Henry (2)     | Francie           | Útočník  | Arsenal           | [ 33 ] [ 34 ] |
| 2006/07 | Cristiano Ronaldo     | Portugalsko       | Útočník  | Manchester United | [ 1 ]         |
| 2007/08 | Cristiano Ronaldo (2) | Portugalsko       | Útočník  | Manchester United | [ 1 ] [ 16 ]  |
| 2008/09 | Nemanja Vidić         | Srbsko            | Obránce  | Manchester United | [ 35 ]        |
| 2009/10 | Wayne Rooney          | Anglie            | Útočník  | Manchester United | [ 36 ]        |
| 2010/11 | Nemanja Vidić (2)     | Srbsko            | Obránce  | Manchester United | [ 37 ]        |
| 2011/12 | Vincent Kompany       | Belgie            | Obránce  | Manchester City   | [ 38 ]        |
| 2012/13 | Gareth Bale           | Wales             | Záložník | Tottenham Hotspur | [ 39 ]        |
| 2013/14 | Luis Suárez           | Uruguay           | Útočník  | Liverpool         | [ 40 ]        |
| 2014/15 | Eden Hazard           | Belgie            | Záložník | Chelsea           | [ 18 ]        |
| 2015/16 | Jamie Vardy           | Anglie            | Útočník  | Leicester City    | [ 41 ]        |
| 2016/17 | N'Golo Kanté          | Francie           | Záložník | Chelsea           | [ 42 ]        |
| 2017/18 | Mohamed Salah         | Egypt             | Útočník  | Liverpool         | [ 43 ]        |
| 2018/19 | Virgil van Dijk       | Nizozemsko        | Obránce  | Liverpool         | [ 44 ]        |
| 2019/20 | Kevin De Bruyne       | Belgie            | Záložník | Manchester City   | [ 45 ]        |
| 2020/21 | Rúben Dias            | Portugalsko       | Obránce  | Manchester City   | [ 46 ]        |
| 2021/22 | Kevin De Bruyne (2)   | Belgie            | Záložník | Manchester City   | [ 47 ]        |
| 2022/23 | Erling Haaland        | Norsko            | Útočník  | Manchester City   | [ 48 ]        |

## Vítězové podle národností
| Stát              | Celkem |
| ----------------- | ------ |
| Anglie            | 6      |
| Francie           | 4      |
| Belgie            | 4      |
| Portugalsko       | 3      |
| Nizozemsko        | 2      |
| Srbsko            | 2      |
| Dánsko            | 1      |
| Brazílie          | 1      |
| Trinidad a Tobago | 1      |
| Norsko            | 1      |
| Švédsko           | 1      |
| Wales             | 1      |
| Uruguay           | 1      |
| Egypt             | 1      |

## Vítězové podle pozice
| Pozice   | Celkem |
| -------- | ------ |
| Útočník  | 14     |
| Záložník | 9      |
| Obránce  | 5      |
| Brankář  | 1      |

## Vítězové podle klubu
| Klub              | Celkem |
| ----------------- | ------ |
| Manchester United | 8      |
| Manchester City   | 5      |
| Arsenal           | 4      |
| Liverpool         | 4      |
| Chelsea           | 3      |
| Leicester City    | 1      |
| Blackburn Rovers  | 1      |
| Middlesbrough     | 1      |
| Sunderland        | 1      |
| Tottenham Hotspur | 1      |

#### Obecné
- A brief history of the English top division – List of Honours (List of Premier League champions) [online]. ESPN Internet Ventures, 1 July 2012 [cit. 2014-01-02]. Dostupné v archivu pořízeném z originálu dne 17 January 2014.
- Players Index — A–Z search [online]. Premier League [cit. 2021-04-13]. Dostupné v archivu pořízeném dne 2013-08-23.

#### Konkrétní
1. 1 2 3 4   Ronaldo & Ferguson win top awards. BBC Sport. BBC, 14 May 2008. Dostupné online [cit. 16 January 2014].
2. ↑   Ferguson and Vidic land awards [online]. ESPN Internet Ventures, 21 May 2011 [cit. 2014-06-28]. Dostupné v archivu pořízeném z originálu dne 28 June 2014.
3. 1 2   History of the Premier League [online]. Premier League [cit. 2021-04-13]. Dostupné v archivu pořízeném dne 21 April 2012.
4. ↑  JONES, Peter. Why Carling called time on Premiership. BBC Sport. BBC, 19 January 2001. Dostupné online [cit. 28 June 2014].
5. ↑   Top Ten – Golden Boot. www.skysports.com. Sky Sports, May 2010. Dostupné v archivu pořízeném z originálu dne 8 October 2014.
6. ↑   Seasonal Awards 1993/94 [online]. Premier League [cit. 2021-04-13]. Dostupné v archivu pořízeném dne 9 December 2006.
7. 1 2   Seasonal Awards 1994/95 [online]. Premier League [cit. 2021-04-13]. Dostupné v archivu pořízeném dne 11 December 2006.
8. ↑   Van Persie follows in Shearer's footsteps. FIFA.com. International Federation of Association Football, 20 May 2013. Dostupné v archivu pořízeném dne 2013-06-08.
9. ↑  PEARCE, James. Luis Suarez named Barclays Player of the Season. Liverpool Echo. 13 May 2014. Dostupné online [cit. 28 June 2014].
10. ↑   Van Persie wins Premier League Golden Boot. Arsenal.com. Arsenal FC, 14 May 2012. Dostupné v archivu pořízeném dne 2013-12-03.
11. ↑  WHOOLEY, Declan. Will Luis Suarez break the Premier League goal scoring record this season?. Irish Independent. 23 December 2013. Dostupné online [cit. 30 June 2014].
12. ↑   Golden Shoe fits for Thierry Henry. Arsenal.com. Arsenal FC, 31 May 2005. Dostupné v archivu pořízeném dne 2013-12-03.
13. ↑  PONTES, Carlos. Ronaldo receives Golden Boot in his native Madeira. uk.reuters.com. Reuters, 14 September 2008. Dostupné v archivu pořízeném dne 2015-07-03.
14. ↑   Ronaldo and Suárez share Golden Shoe accolade. UEFA.com. Union of European Football Associations, 19 May 2014. Dostupné online [cit. 30 June 2014].
15. ↑   Sir Alex Ferguson and Nemanja Vidic win season awards. BBC Sport. BBC, 20 May 2011. Dostupné online [cit. 1 July 2014].
16. 1 2  WHITE, Duncan. Cristiano Ronaldo wins Fifa World Player of the Year. The Daily Telegraph. 12 January 2009. Dostupné online [cit. 28 June 2014].
17. ↑   Premier League Awards [online]. Premier League [cit. 2021-04-13]. Dostupné v archivu pořízeném dne 10 December 2006.
18. 1 2   Mourinho and Hazard scoop Barclays season awards [online]. Premier League, 22 May 2015 [cit. 2021-04-13]. Dostupné v archivu pořízeném dne 26 May 2015.
19. ↑   Seasonal Awards 1994/95 [online]. Premier League [cit. 2021-04-13]. Dostupné v archivu pořízeném dne 11 December 2006.
20. ↑   Seasonal Awards 1995/96 [online]. Premier League [cit. 2021-04-13]. Dostupné v archivu pořízeném dne 10 December 2006.
21. ↑   Seasonal Awards 1996/97 [online]. Premier League [cit. 2021-04-13]. Dostupné v archivu pořízeném dne 18 March 2006.
22. ↑   Seasonal Awards 1997/98 [online]. Premier League [cit. 2021-04-13]. Dostupné v archivu pořízeném dne 9 December 2006.
23. ↑   Seasonal Awards 1998/99 [online]. Premier League [cit. 2021-04-13]. Dostupné v archivu pořízeném dne 10 December 2006.
24. ↑   Seasonal Awards 1999/2000 [online]. Premier League [cit. 2021-04-13]. Dostupné v archivu pořízeném dne 11 December 2006.
25. ↑   Seasonal Awards 2000/01 [online]. Premier League [cit. 2021-04-13]. Dostupné v archivu pořízeném dne 9 December 2006.
26. ↑   Seasonal Awards 2001/02 [online]. Premier League [cit. 2021-04-13]. Dostupné v archivu pořízeném dne 9 December 2006.
27. ↑   Van Nistelrooy scoops award. BBC Sport. BBC, 14 May 2003. Dostupné online [cit. 17 January 2014].
28. ↑   Van Nistelrooy nets Golden Boot. BBC Sport. BBC, 14 May 2003. Dostupné online [cit. 17 January 2014].
29. ↑   Seasonal Awards 2003/04 [online]. Premier League [cit. 2021-04-13]. Dostupné v archivu pořízeném dne 11 December 2006.
30. ↑   Henry set for Golden Shoe. BBC Sport. BBC, 24 May 2004. Dostupné online [cit. 17 January 2014].
31. ↑   Seasonal Awards 2004/05 [online]. Premier League [cit. 2014-01-17]. Dostupné v archivu pořízeném z originálu dne 11 December 2006.
32. ↑  FLETCHER, Paul. Lampard riding the crest of a wave. BBC Sport. BBC, 28 October 2005. Dostupné online [cit. 17 January 2014].
33. ↑   Seasonal Awards 2005/06 [online]. Premier League [cit. 2021-04-13]. Dostupné v archivu pořízeném dne 9 December 2006.
34. ↑   Henry collects Premiership award. BBC Sport. BBC, 5 May 2006. Dostupné online [cit. 17 January 2014].
35. ↑   Ferguson and Vidic scoop Premier League awards. The Independent. 27 May 2009. Dostupné online [cit. 16 January 2014].
36. ↑  DIMOND, Alex. Manchester United Striker Wayne Rooney Named Barclays Premier League Player Of The Season. Goal.com. Perform Group, 10 May 2010. Dostupné online [cit. 17 January 2014].
37. ↑   Manchester United duo Sir Alex Ferguson and Nemanja Vidic win Premier League awards. The Daily Telegraph. 20 May 2011. Dostupné online [cit. 16 January 2014].
38. ↑   Alan Pardew and Vincent Kompany's Premier League award. BBC Sport. BBC, 11 May 2012. Dostupné online [cit. 16 January 2014].
39. ↑   Premier League awards for Ferguson & Bale. www.premierleague.com. Premier League, 17 May 2013. Dostupné v archivu pořízeném dne 2014-02-24.
40. ↑   Luis Suarez & Tony Pulis win Barclays Premier League awards. BBC Sport. BBC, 13 May 2014. Dostupné online [cit. 13 May 2014].
41. ↑  NELSON, Dan. Vardy wins Barclays Player of the Season award [online]. Premier League, 17 May 2016 [cit. 2017-11-16]. Dostupné v archivu pořízeném z originálu dne 18 October 2016.
42. ↑   Kante named EA SPORTS Player of the Season [online]. Premier League, 21 May 2017 [cit. 2017-05-22]. Dostupné online.
43. ↑   Salah wins EA SPORTS Player of the Season award [online]. Premier League, 13 May 2018 [cit. 2018-05-13]. Dostupné online.
44. ↑   Van Dijk named EA SPORTS Player of the Season [online]. Premier League, 12 May 2019 [cit. 2019-05-12]. Dostupné online.
45. ↑   De Bruyne voted 2019/20 EA SPORTS Player of the Season [online]. Premier League, 16 August 2020 [cit. 2020-08-16]. Dostupné online.
46. ↑   Dias named EA SPORTS Player of the Season [online]. Premier League, 5 June 2021 [cit. 2021-06-05]. Dostupné online.
47. ↑   De Bruyne voted EA SPORTS Player of the Season. www.premierleague.com [online]. [cit. 2022-05-23]. Dostupné online. (anglicky)
48. ↑   Haaland voted 2022/23 EA SPORTS Player of the Season [online]. Premier League, 27 May 2023 [cit. 2023-05-27]. Dostupné online.